# Populorum progressio
Populorum progressio – encyklika społeczna Pawła VI, ogłoszona 26 marca 1967, w dwa lata po zakończeniu II Soboru Watykańskiego. Nazwano ją traktatem na temat prawa do rozwoju narodów ubogich.

## Tematyka
Encyklika „Populorum progressio” św. Pawła VI, opublikowana 26 marca 1967 roku, porusza temat integralnego rozwoju człowieka i narodów (wstęp). Dokument ten jest odpowiedzią na problemy społeczne i ekonomiczne epoki postkolonialnej, zwłaszcza nierówności między krajami bogatymi a biednymi (nr 1). Paweł VI podkreśla, że rozwój nie może być ograniczony jedynie do wzrostu gospodarczego, ale musi obejmować także postęp duchowy i moralny (nr 14). Encyklika krytykuje niesprawiedliwe struktury ekonomiczne, które prowadzą do wyzysku słabszych narodów (nr 52). Papież wskazuje, że autentyczny rozwój powinien służyć każdej osobie i całemu człowiekowi, a nie tylko wybranym grupom (nr 14). Wzywa do solidarności między narodami, aby przezwyciężyć egoizm i nierówności (nr 44). Akcentuje znaczenie sprawiedliwości społecznej jako fundamentu pokoju na świecie (nr 76).  Paweł VI zauważa, że bogate kraje mają moralny obowiązek wspierać te biedniejsze w ich dążeniu do dobrobytu (nr 48). Encyklika ostrzega przed niebezpieczeństwami materializmu, który oddala człowieka od prawdziwego celu życia (nr 19). Papież podkreśla rolę edukacji i wychowania w procesie rozwoju narodów (nr 35). Dokument ten jest także apelem do świeckich katolików, by angażowali się w budowanie sprawiedliwszego świata (nr 81). Paweł VI łączy rozwój z ewangeliczną miłością bliźniego, widząc w niej siłę napędową zmian (nr 20).  Encyklika wskazuje na potrzebę współpracy międzynarodowej w walce z ubóstwem i głodem (nr 47). Podkreśla, że własność prywatna nie jest absolutnym prawem, lecz powinna służyć dobru wspólnemu (nr 23). Papież krytykuje zarówno nieuregulowany kapitalizm, jak i systemy totalitarne, szukając „trzeciej drogi” (nr 33). „Populorum progressio” wzywa do reformy handlu międzynarodowego, aby był bardziej sprawiedliwy (nr 58). Dokument ten jest uznawany za jedno z kluczowych dzieł katolickiej nauki społecznej. Paweł VI apeluje o nową wizję gospodarki, która stawia człowieka w centrum (nr 14). Encyklika kończy się wezwaniem do modlitwy i działania na rzecz braterstwa między ludami (nr 87). „Populorum progressio” pozostaje aktualna w kontekście współczesnych debat o globalizacji i sprawiedliwości.